# Tjuven i Bagdad (film, 1924)
Tjuven i Bagdad (engelska: The Thief of Bagdad) är en amerikansk äventyrs-actionfilm (så kallad swashbuckler) från 1924 i regi av Raoul Walsh. Manuset är fritt baserat på berättelser ur Tusen och en natt. Douglas Fairbanks producerade filmen och spelar huvudrollen som tjuven som blir kär i kalifen av Bagdads dotter. 
Filmen innehöll många vid tiden imponerande specialeffekter (en flygande matta, magiska rep och skräckinjagande monster), överdådig scenografi i arabisk stil samt blev en språngbräda för Anna May Wong, som i filmen spelar en förrädisk mongolisk slav.

## Handling
Ahmed är en tjuv som rör sig fritt i staden Bagdad och tar allt det han behagar. En natt smyger han in i kalifens palats med hjälp av ett magiskt rep, som han givetvis också stulit. Men han glömmer alla tankar på plundring när han ser den sovande prinsessan, kalifens dotter. Prinsessans mongoliska slav upptäcker honom dock och varnar vakterna, men Ahmed kommer undan.
Hans kollega påminner den nu förälskade Ahmed om en legend där en tjuv stal en annan prinsessa, och detta får Ahmed att vilja göra samma sak. Nästa dag är prinsessans födelsedag och tre prinsar anländer, de önskar alla vinna hennes hand (och kungariket). En av prinsessans slavar förutspår att hon kommer gifta sig med den som först rör ett rosenträd i palatsets trädgård. Prinsessan blickar oroligt mot prinsen av Indien, den persiska prinsen och slutligen på den mongoliska prinsen som alla passerar förbi rosenträdet. Blotta åsynen av den mongoliska prinsen fyller prinsessan med rädsla, men när Ahmed anländer (förklädd i stulna kläder som en friare), blir hon överlycklig. Den mongoliska slaven berättar för sin landsman om profetian, men innan denne hinner röra rosenträdet, kastar Ahmeds skrämda häst sin ryttare rakt i det.
Den natten väljer prinsessan Ahmed till sin make. Av kärlek, bekänner Ahmed sin tidigare plan att kidnappa henne, när de blivit ensamma. Men den mongoliske prinsen får höra detta samt att Ahmed bara är en tjuv från sin spion, prinsessans mongoliska slav och han informerar kalifen om detta. Ahmed låses då in och väntar på ett mycket hårt straff av kalifen, men prinsessan mutar vakterna att låta honom gå.
När kalifen insisterar på att hans dotter ska väljer en annan man, råder henne trogna slav henne att fördröja beslutet. Hon ber därför att var och en av prinsarna ska bringa henne en gåva efter "sju månar"; hon kommer sedan gifta sig med den som givit henne den ovanligaste. Ahmed söker sig i sin tur till en helig man, som avslöjar för honom en farofylld väg till en stor skatt, för att få möjligheten att vinna sin prinsessa åter.

## Om filmen
Filmens scenografi skapades av William Cameron Menzies, kostymer av Mitchell Leisen och specialeffekterna av Hampton Del Ruth.
Filmen hade premiär i New York i USA den 18 mars 1924, i London i Storbritannien i oktober 1924 och i Finland den 22 februari 1925. 	

## Rollista i urval
- Douglas Fairbanks - tjuven i Bagdad
- Snitz Edwards - tjuvens kollega
- Charles Belcher - den heliga mannen
- Julanne Johnston - prinsessan
- Sojin - den Mongoliska prinsen
- Anna May Wong - den Mongoliska slaven
- Brandon Hurst - Kalifen
- Tote Du Crow - siaren
- Noble Johnson - den Indiska prinsen
- Mathilde Comont - den Persiska prinsen

## Nyinspelningar
Filmen spelades åter in under samma namn 1940, med Sabu i huvudrollen, dock med ändringar i handlingen. Det har även gjorts andra versioner, bland annat 1960, 1961 och 1978.